# 乌巢 (连锁)

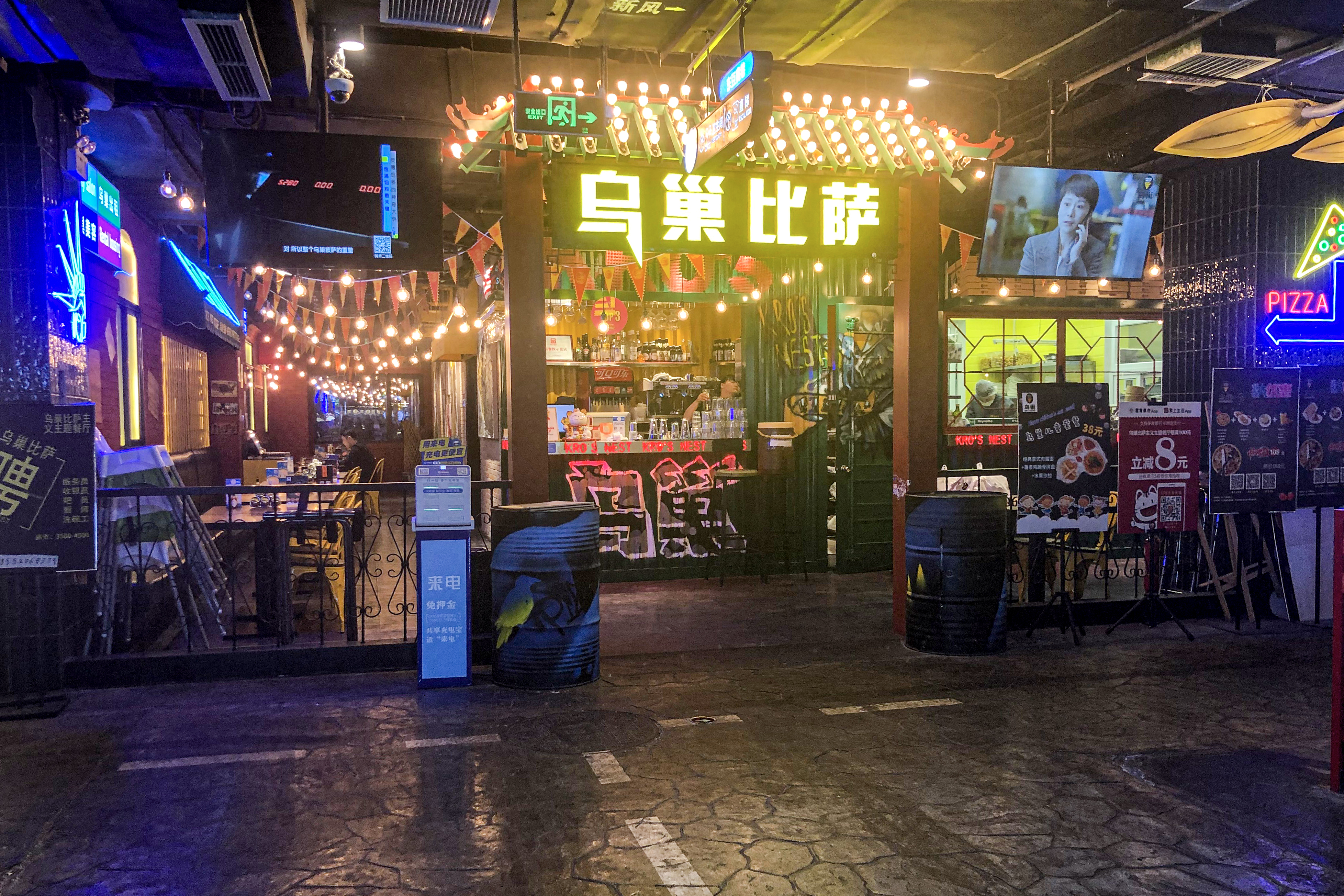
乌巢比萨（北京西站食宝街店）

北京乌巢餐饮管理有限公司（Beijing Kro’s Nest F&B Management），简称乌巢（Kro's Nest），是一个经营比萨的餐饮连锁公司，总部在北京市朝阳区。
乌巢创立于2005年，创始人是美国人乌拉夫·克里斯托夫·鲍尔（Olav Kristoffer "Kro" Bauer）与中国人袁捷，2010年分化出站点比萨。